# Semomesia coelestina
Semomesia coelestina är en fjärilsart som beskrevs av Ménétriés 1855. Semomesia coelestina ingår i släktet Semomesia och familjen Riodinidae. Inga underarter finns listade i Catalogue of Life.